# Bornaviridae
Bornaviridae es una familia de virus que infectan animales. Esta familia de virus posee un genoma de ARN monocatenario de sentido negativo por lo que se incluye en el Grupo V de la Clasificación de Baltimore. Este virus tiene el genoma más pequeño (8,9 kilobases) de todas las especies del orden Mononegavirales y es único dentro de ese orden con la capacidad de replicarse dentro del núcleo la célula huésped. La familia Bornaviridae comprende los bornavirus de mamíferos BoDV-1 y BoDV--2; bornavirus aviares (passeriformes 1/2 bornavirus, psitaciformes 1/2 bornavirus, aves acuáticas 1 bornavirus); y un bornavirus Elapid 1 (virus de Elapsoidea loveridgei). BoDV-1 y BoDV--2 no se consideran zoonóticos.

## Géneros
Contiene los siguientes géneros según ICTV:
- Carbovirus
- Cultervirus
- Orthobornavirus

## Virus de la enfermedad de Borna
La enfermedad de Borna es un síndrome infeccioso neurológico de los animales de sangre caliente, que causa comportamiento anormal y  mortalidad. Inicialmente fue identificado en el ganado ovino y en los caballos de Europa, y desde entonces se ha encontrado en una gran variedad de animales de sangre caliente incluyendo aves, ganado, perros y primates en Europa, Asia, África y América del Norte. El nombre se deriva de la ciudad de Borna, en Sajonia, Alemania, que sufrió una epizootia en caballos en 1885.
Aunque el virus es considerado principalmente como el agente causal de la enfermedad en caballos y otros animales, recientes hallazgos parecen indicar que el virus de Borna puede desempeñar un papel en algunos desórdenes humanos neurológicos y psiquiátricos incluyendo el trastorno bipolar y la depresión.

## Enfermedad en humanos
La enfermedad de Borna se considera una zoonosis emergente. Entre 2011 y 2013, tres criadores alemanes de ardillas jaspeadas, Sciurus variegatoides, tuvieron encefalitis con signos clínicos similares y murieron de 2 a 4 meses después del inicio de los síntomas. El análisis genómico encontró un ortobornavirus previamente desconocido en una ardilla y en el tejido cerebral de los tres hombres, y es el "probable agente causal" de sus muertes, informaron los investigadores. Antes de esto, no se pensaba que los bornavirus fueran responsables de enfermedades humanas. También se confirmó la presencia de más ardillas infectadas con VSBV-1 de las subfamilias Sciurinae y Callosciurinae, no solo en Alemania sino también en Países Bajos, aunque ninguna de las ardillas positivas para VSBV-1 mostró signos clínicos de infección.[3] Dado que la enfermedad de Borna produce cambios en el  comportamiento, se ha estudiado en animales infectados con BoDV-1 como macacos rhesus, musarañas de árbol y ratas y se ha formulado también la hipótesis de que BoDV-1 está asociado en la etiología de la esquizofrenia (en humanos), pero teniendo en cuenta otros factores ambientales y genéticos.